# 1939
Il 1939 (MCMXXXIX in numeri romani) è un anno  del XX secolo.

## Eventi
- 1º gennaio: prima edizione del Concerto di Capodanno di Vienna.
- 6 gennaio: Otto Hahn (Premio Nobel per la chimica 1944) e Fritz Strassman pubblicano i risultati dei loro esperimenti, con i quali sarà dimostrata l'esistenza del processo di fissione nucleare.
- 13 gennaio
  - I detenuti Arthur Barker, Rufus McCain e Henri Young tentano una fuga dal penitenziario di Alcatraz; scoperti sulla spiaggia dell'isola, Barker viene ucciso dalle guardie, McCain e Young vengono ricondotti nella prigione.
  - Il Ministro degli esteri magiaro annuncia la volontà dell'Ungheria di aderire al Patto Anticomintern.
- 24 gennaio – Cile: la città di Chillán è devastata da un forte terremoto (magnitudo 8,3). Il sisma provoca circa 28 000 vittime.
- 26 gennaio – Spagna: le truppe di Franco, aiutate da truppe inviate dall'Italia fascista, conquistano Barcellona.
- 2 febbraio – Parigi: viene pubblicato Finnegans Wake di James Joyce.
- 10 febbraio – Roma: colpito da una crisi cardiaca, muore papa Pio XI.
- 11 febbraio: Lise Meitner e il nipote Otto Robert Frisch pubblicano un articolo in cui forniscono una prima spiegazione teorica ai risultati sperimentali di Otto Hahn sulla fissione nucleare.
- 27 febbraio – Francia e Regno Unito riconoscono il governo spagnolo di Franco.
- 2 marzo: Viene eletto papa il cardinale camerlengo Eugenio Pacelli, il quale prende il nome di Pio XII.
- 14 marzo: la Slovacchia, con voto unanime del Parlamento, si proclama indipendente, sotto tutela tedesca.
- 15 marzo: la Germania occupa la Cecoslovacchia. Sono annessi, sotto forma di protettorato tedesco, la Boemia e la Moravia.
- 17 marzo: ad Asti nasce l'azienda conserviera Saclà, Società Anonima Commercio Lavorazione Alimentari. Venne fondata da Secondo "Pinin" Ercole e dalla moglie Piera Campanella
- 19 marzo: Konrad Zuse mette in funzione il primo computer Z1 usando solamente relè.
- 21 marzo: il governo tedesco chiede alla Polonia la restituzione di Danzica, un corridoio di comunicazione con la Prussia Orientale e garanzie sul confine tedesco-polacco.
- 22 marzo: la Germania occupa militarmente la regione di Memel in Lituania.
- 26 marzo: il governo polacco respinge le richieste tedesche.
- 28 marzo – Spagna: Francisco Franco conquista Madrid. Finisce la guerra civile spagnola.
- 31 marzo: Francia e Regno Unito si dichiarano congiuntamente garanti dell'integrità territoriale della Polonia.
- 4 aprile: nasce l'ENFPA, Ente Nazionale Fascista Protezione Animali.
- 7 aprile: l'esercito italiano invade l'Albania ed occupa Tirana senza incontrare resistenza. Re Zog I si rifugia in Grecia.[1]
- 12 aprile: Andon Beça diventa Ministro dell'economia albanese.
- 14 maggio: All'età di 5 anni, Lina Medina diventa la più giovane madre nella storia della medicina.
- 15 maggio: Inaugurazione dello stabilimento Mirafiori, sede principale della Fiat, situata a Torino.
- 22 maggio: Mussolini firma il patto di alleanza militare con Hitler, detto Patto d'Acciaio. Prevede, in caso di guerra, l'intervento armato dell'Italia al fianco della Germania.
- 30 maggio: Stati Uniti - Esordisce sul N.27 di Detective Comics il personaggio di Batman, creato da Bob Kane.
- 18 giugno: Pio XII nomina San Francesco d'Assisi patrono d'Italia assieme a Santa Caterina da Siena.
- 23 giugno – Berlino: Italia e Germania firmano l'accordo che prevede le opzioni per i cittadini dell'Alto Adige di madrelingua tedesca; chi vuole può rinunciare alla cittadinanza italiana e trasferirsi nel Reich.
- 24 giugno: il Siam assume il nome di Thailandia.
- 20 luglio: nel secondo anniversario della morte di Guglielmo Marconi, viene inaugurato a Roma – Monte Mario, il primo trasmettitore "radiofonovisivo" dell'EIAR (Ente Italiano per le Audizioni Radiofoniche). La trasmissione viene vista al Circo Massimo e alla Mostra di Leonardo Da Vinci al Palazzo dell'Arte di Milano.
- 23 agosto: con il Patto Molotov-Ribbentrop la Germania nazista e l'Unione Sovietica stalinista si dividono in sfere d'influenza l'Europa orientale: Finlandia, Lituania, Lettonia, Estonia, la Bessarabia romena e la Polonia orientale entrano nella sfera di interessi dell'URSS, la Polonia occidentale in quella della Germania e accettano di non aggredirsi nel processo di conquista di tali territori.
- 24 agosto: Pio XII, alle ore 19, dal Palazzo Pontificio di Castel Gandolfo collegato con la stazione radio vaticana, legge un messaggio per implorare la pace.
- 26 agosto: Roosevelt invia un messaggio ad Hitler proponendogli di intavolare trattative dirette con la Polonia per giungere ad un accordo su Danzica.
- 30 agosto: mobilitazione generale in Polonia. Vengono richiamate alle armi ventitré classi.
- 1º settembre: l'esercito tedesco invade la Polonia, dopo un falso attacco polacco organizzato contro una stazione radio tedesca, inizio della seconda guerra mondiale.
- 3 settembre: Winston Churchill dichiara guerra alla Germania con il suo discorso al popolo nella camera dei comuni dopo essere diventato primo lord dell'ammiragliato.
- 8 novembre: Adolf Hitler sfugge ad un attentato nella Bürgerbräukeller di Monaco. L'esplosione, avvenuta poco dopo un suo discorso, provoca sette morti e sessanta feriti.
- 17 novembre: viene istituita la linea aerea Roma – Rio de Janeiro.
- 27 dicembre: la città turca di Erzincan è colpita da un disastroso terremoto (magnitudo 7,9) che provoca oltre 30 000 morti.

## Seconda guerra mondiale
- settembre
  - 1º settembre – Polonia/Germania: Hitler invade la Polonia, in base a quanto segretamente pattuito con Stalin (l'URSS occupa la parte orientale della Polonia il 17 settembre).
  - 2 settembre – Italia: Mussolini dichiara la "Non belligeranza", ma nuove leggi instaurano un'economia di guerra: divieto di vendere carne in alcuni giorni della settimana, divieto di usare ferro e cemento armato nelle costruzioni private, razionamento del carbone per il riscaldamento, prove di oscuramento elettrico.
  - 3 settembre – Gran Bretagna, Australia e Francia dichiarano guerra alla Germania.
  - 4 settembre – Il Giappone dichiara la sua neutralità nel conflitto europeo.
  - 5 settembre – Gli Stati Uniti d'America si dichiarano neutrali.
  - 6 settembre – Il Sudafrica dichiara guerra alla Germania. L'esercito tedesco entra a Cracovia.
  - 10 settembre – Il Canada dichiara guerra alla Germania.
  - 13 settembre – Distruzione della città polacca di Frampol ad opera della Luftwaffe.
  - 17 settembre – l'Unione Sovietica invade la Polonia occupando la zona orientale.
  - 27 settembre – Polonia: Varsavia si arrende alle truppe tedesche. La Polonia occidentale viene incorporata al Terzo Reich, la parte orientale viene annessa all'URSS.
  - 28 settembre – Gli ultimi resti dell'esercito polacco si arrendono.
- ottobre
  - 2 ottobre – Dichiarazione di Panama: una fascia di 300 miglia marine lungo la costa americana (esclusa quella canadese) viene dichiarata "cintura di sicurezza" ed interdetta alle operazioni militari. Sottoscrivono la dichiarazione gli Stati Uniti e venti paesi dell'America latina.
  - 6 ottobre – Si conclude la campagna di Polonia con la vittoria delle forze naziste e sovietiche
  - 14 ottobre – La nave da battaglia britannica Royal Oak è colpita ed affondata dal sommergibile tedesco U-Boot U 47.
- novembre
  - 6 novembre – Polonia: i tedeschi iniziano la Sonderaktion Krakau
  - 8 novembre – Paesi Bassi: incidente di Venlo, due agenti inglesi del SIS vengono catturati dai tedeschi.
  - 18 novembre – Il transatlantico olandese Simon Bolivar, con quattrocento persone a bordo, viene squarciato da una mina al largo della costa orientale inglese. Centoquaranta passeggeri perdono la vita.
  - 30 novembre – L'Unione Sovietica dichiara guerra alla Finlandia; (la Guerra d'Inverno viene portata a termine nel marzo 1940).
- dicembre
  - 18 dicembre – La nave da guerra tedesca Admiral Graf Spee, chiamata dai britannici pocket battleship ("corazzata tascabile"), viene fatta affondare dal suo equipaggio al largo di Montevideo.

## Nati
Ci sono circa 2 690 voci su persone nate nel 1939; vedi la pagina Nati nel 1939 per un elenco descrittivo o la categoria Nati nel 1939 per un indice alfabetico.

## Morti
Ci sono circa 720 voci su persone morte nel 1939; vedi la pagina Morti nel 1939 per un elenco descrittivo o la categoria Morti nel 1939 per un indice alfabetico.

## Calendario
| Calendario 1939 | Calendario 1939 | Calendario 1939 | Calendario 1939 | Calendario 1939 | Calendario 1939 | Calendario 1939 | Calendario 1939 | Calendario 1939 | Calendario 1939 | Calendario 1939 | Calendario 1939 | Calendario 1939 | Calendario 1939 | Calendario 1939 | Calendario 1939 | Calendario 1939 | Calendario 1939 | Calendario 1939 | Calendario 1939 | Calendario 1939 | Calendario 1939 | Calendario 1939 | Calendario 1939 | Calendario 1939 | Calendario 1939 | Calendario 1939 | Calendario 1939 | Calendario 1939 | Calendario 1939 | Calendario 1939 | Calendario 1939 | Calendario 1939 |
| --------------- | --------------- | --------------- | --------------- | --------------- | --------------- | --------------- | --------------- | --------------- | --------------- | --------------- | --------------- | --------------- | --------------- | --------------- | --------------- | --------------- | --------------- | --------------- | --------------- | --------------- | --------------- | --------------- | --------------- | --------------- | --------------- | --------------- | --------------- | --------------- | --------------- | --------------- | --------------- | --------------- |
|                 | 1               | 2               | 3               | 4               | 5               | 6               | 7               | 8               | 9               | 10              | 11              | 12              | 13              | 14              | 15              | 16              | 17              | 18              | 19              | 20              | 21              | 22              | 23              | 24              | 25              | 26              | 27              | 28              | 29              | 30              | 31              |                 |
| Gennaio         | Do              | Lu              | Ma              | Me              | Gi              | Ve              | Sa              | Do              | Lu              | Ma              | Me              | Gi              | Ve              | Sa              | Do              | Lu              | Ma              | Me              | Gi              | Ve              | Sa              | Do              | Lu              | Ma              | Me              | Gi              | Ve              | Sa              | Do              | Lu              | Ma              |                 |
| Febbraio        | Me              | Gi              | Ve              | Sa              | Do              | Lu              | Ma              | Me              | Gi              | Ve              | Sa              | Do              | Lu              | Ma              | Me              | Gi              | Ve              | Sa              | Do              | Lu              | Ma              | Me              | Gi              | Ve              | Sa              | Do              | Lu              | Ma              |                 |                 |                 |                 |
| Marzo           | Me              | Gi              | Ve              | Sa              | Do              | Lu              | Ma              | Me              | Gi              | Ve              | Sa              | Do              | Lu              | Ma              | Me              | Gi              | Ve              | Sa              | Do              | Lu              | Ma              | Me              | Gi              | Ve              | Sa              | Do              | Lu              | Ma              | Me              | Gi              | Ve              |                 |
| Aprile          | Sa              | Do              | Lu              | Ma              | Me              | Gi              | Ve              | Sa              | Do              | Lu              | Ma              | Me              | Gi              | Ve              | Sa              | Do              | Lu              | Ma              | Me              | Gi              | Ve              | Sa              | Do              | Lu              | Ma              | Me              | Gi              | Ve              | Sa              | Do              |                 |                 |
| Maggio          | Lu              | Ma              | Me              | Gi              | Ve              | Sa              | Do              | Lu              | Ma              | Me              | Gi              | Ve              | Sa              | Do              | Lu              | Ma              | Me              | Gi              | Ve              | Sa              | Do              | Lu              | Ma              | Me              | Gi              | Ve              | Sa              | Do              | Lu              | Ma              | Me              |                 |
| Giugno          | Gi              | Ve              | Sa              | Do              | Lu              | Ma              | Me              | Gi              | Ve              | Sa              | Do              | Lu              | Ma              | Me              | Gi              | Ve              | Sa              | Do              | Lu              | Ma              | Me              | Gi              | Ve              | Sa              | Do              | Lu              | Ma              | Me              | Gi              | Ve              |                 |                 |
| Luglio          | Sa              | Do              | Lu              | Ma              | Me              | Gi              | Ve              | Sa              | Do              | Lu              | Ma              | Me              | Gi              | Ve              | Sa              | Do              | Lu              | Ma              | Me              | Gi              | Ve              | Sa              | Do              | Lu              | Ma              | Me              | Gi              | Ve              | Sa              | Do              | Lu              |                 |
| Agosto          | Ma              | Me              | Gi              | Ve              | Sa              | Do              | Lu              | Ma              | Me              | Gi              | Ve              | Sa              | Do              | Lu              | Ma              | Me              | Gi              | Ve              | Sa              | Do              | Lu              | Ma              | Me              | Gi              | Ve              | Sa              | Do              | Lu              | Ma              | Me              | Gi              |                 |
| Settembre       | Ve              | Sa              | Do              | Lu              | Ma              | Me              | Gi              | Ve              | Sa              | Do              | Lu              | Ma              | Me              | Gi              | Ve              | Sa              | Do              | Lu              | Ma              | Me              | Gi              | Ve              | Sa              | Do              | Lu              | Ma              | Me              | Gi              | Ve              | Sa              |                 |                 |
| Ottobre         | Do              | Lu              | Ma              | Me              | Gi              | Ve              | Sa              | Do              | Lu              | Ma              | Me              | Gi              | Ve              | Sa              | Do              | Lu              | Ma              | Me              | Gi              | Ve              | Sa              | Do              | Lu              | Ma              | Me              | Gi              | Ve              | Sa              | Do              | Lu              | Ma              |                 |
| Novembre        | Me              | Gi              | Ve              | Sa              | Do              | Lu              | Ma              | Me              | Gi              | Ve              | Sa              | Do              | Lu              | Ma              | Me              | Gi              | Ve              | Sa              | Do              | Lu              | Ma              | Me              | Gi              | Ve              | Sa              | Do              | Lu              | Ma              | Me              | Gi              |                 |                 |
| Dicembre        | Ve              | Sa              | Do              | Lu              | Ma              | Me              | Gi              | Ve              | Sa              | Do              | Lu              | Ma              | Me              | Gi              | Ve              | Sa              | Do              | Lu              | Ma              | Me              | Gi              | Ve              | Sa              | Do              | Lu              | Ma              | Me              | Gi              | Ve              | Sa              | Do              |                 |